# Mafalda
För andra betydelser, se Mafalda (olika betydelser).
Mafalda (original Mafalda) är en argentinsk tecknad humorserie av tecknaren Quino skapad 1962 för en reklamkampanj som refuserades. Mafalda kom att debutera som seriestripp 1964 i veckotidningen Leoplan. Figuren Mafalda är ett litet flickebarn med stora insikter om världen. Serien lades ner 25 juni 1973. Serien gavs under 80-talet ut på svenska av förlaget Nordan.

## Seriefigurer
Mafalda är en sexårig flicka som ägnar det mesta av sin tid åt att filosofera över politik, världsläget och universum i allmänhet. Hennes högsta dröm är att alla världens nationer ska sluta fred och att alla orättvisor ska avskaffas. Hon avskyr soppa, något som tyvärr serveras ofta i hemmet. Hennes husdjur är en sköldpadda, som hon döpt till "Byråkraten".
Mafaldas föräldrar anser ofta att deras dotter borde ägna sig åt saker som passar hennes ålder bättre. Mamma är hemmafru, och har till Mafaldas stora förvåning inte så många politiska åsikter. Till utseendet är Mamma och Mafalda väldigt lika varandra: när Mafalda en gång hittade ett foto på Mamma som barn trodde hon att Mamma var hennes syster.
Pappa jobbar på ett försäkringsbolag. Han är mycket förtjust i fotboll och att odla krukväxter. Han tycker illa om materialister, och det krävdes stor övertalningsförmåga från Mafalda för att han skulle köpa en TV.
Filip är ett år äldre än Mafalda och den äldste i kompisgänget. Han avskyr skolan, och ligger ofta efter med läxorna. Han är en stor drömmare som ofta glider iväg till fantasins värld. Filip tycker mycket om att leka cowboy och läsa serietidningar om "Viddernas ensling".
Emanuel jobbar som springpojke i sin pappas mataffär. Han är en stor kapitalist, och övertygad om att han trots urusla betyg kommer att bli chef för en varuhus-kedja när han blir stor. Hamnar ständigt i bråk med Susanne.
Susanne är gängets blondin, vars högsta dröm är att bli hemmafru och mor. Hon har till Filips stora förskräckelse utsett honom till en potentiell fästman. Hon har en tendens att tala länge och mycket om hur många barn hon ska skaffa, något som retar gallfeber på de övriga kompisarna. Visar ibland upp fördomar mot både mörkhyade och fattiga. 
Mikael är ett år yngre än Mafalda. Hans föräldrar är stränga, och han har blivit rebell redan som barn. Han kommer ofta med märkliga filosofiska funderingar, som sällan någon annan än han själv begriper sig på. Hans farfar är en stor beundrare av Benito Mussolini.
Lillen är Mafaldas lillebror, och den yngste i gänget. Till skillnad från sin syster så älskar han soppa. Han har ofta funderingar över hur (och framförallt varför) världen fungerar.
Libertad är jämnårig med Mafalda, Susanne och Emanuel, men fysiskt mindre än t.o.m. Lillen. Personer i omgivningen kommer till hennes stora förtret ofta med skämt som alltid anspelar på hennes längd. Hon är ännu mer radikal och frispråkig än Mafalda. Hon bor tillsammans med sin mamma, som översätter böcker. Hennes namn, Libertad, betyder "Frihet" och används till ordvitsar i serien. I den svenska översättningen är Libertad en pojke och heter Fred, för att ordvitsarna ska fungera.